# Дуделдорф
Дуделдорф (њем. Dudeldorf) општина је у њемачкој савезној држави Рајна-Палатинат. Једно је од 235 општинских средишта округа Ајфелкрајс Битбург-Прим. Према процјени из 2010. у општини је живјело 995 становника. Посједује регионалну шифру (AGS) 7232027.

## Географски и демографски подаци
Дуделдорф се налази у савезној држави Рајна-Палатинат у округу Ајфелкрајс Битбург-Прим. Општина се налази на надморској висини од 290 метара. Површина општине износи 11,0 km². У самом мјесту је, према процјени из 2010. године, живјело 995 становника. Просјечна густина становништва износи 90 становника/km².